# Ścibor z Koszyc i Konarów
Ścibor z Koszyc i Konarów herbu Ostoja (zm. po 1450 r.) – dziedzic Konarów i Koszyc Wielkich.

## Życiorys
Ścibor był synem Dobiesława z Konarów w pow. ksiąskim i Koszyc Wielkich w pow. pilzneńskim, stolnika krakowskiego. Jego matką była nieznana z imienia córka Paszki Niedźwiedzia z Bogumiłowic. Miał braci – Jana Rokosza (zm. ok. 1464) i Dobiesława (zm. 1431) oraz siostrę przyrodnią - Katarzynę, zakonnicę w klasztorze Św. Andrzeja w Krakowie. Po śmierci ojca w 1409 roku odziedziczył dobra w Koszycach Wielkich i w Konarach. Ożenił się ok. 1435 roku z Reginą, córką Helwiga z Bieździedzy i Brzezin herbu Grzymała. Być może po śmierci Helwiga (ok. 1447) Brzeziny (lub ich część) stały się własnością Ścibora. Wiadomo, że jego potomkowie dziedziczyli w Brzezinach. Ze związku z Reginą miał synów: Mikołaja z Konar, Jana z Konar i Dobiesława Rokosza z Brzezin i Koszyc Małych.